# Secretul planetei maimuțelor

Afișul original

Secretul planetei maimuțelor este un film SF american din 1970 regizat de Ted Post după o povestire și un scenariu de Paul Dehn pe baza personajelor create de Pierre Boulle. În rolurile principale joacă actorii James Franciscus, Kim Hunter, Maurice Evans și Linda Harrison. Filmul este produs de studioul APJAC Productions și distribuit de 20th Century Fox. A avut premiera la 26 mai 1970. Este al doilea film din seria Planeta maimuțelor produsă de Arthur P. Jacobs.

## Rezumat
Astronautul Brent este trimis pentru a-l salva pe Taylor, dar nava lui se prăbușește pe planeta maimuțelor, la fel ca și nava lui Taylor în filmul original. Taylor dispăruse între timp într-un miraj din Zona Interzisă, iar Brent încearcă să dea de urma lui, ajutat de Nova. Cei doi sunt prinși de maimuțe și, după ce sunt salvați de Zira și Cornelius, se îndreaptă apoi spre Zona Interzisă. Pe urmele lor pornesc gorilele, care vor să-și extindă teritoriul pentru a găsi noi surse de hrană.
Cei doi fugari se ascund într-o grotă și descoperă un tunel de metrou, iar Brent înțelege că se află pe Pământ într-un viitor postapocaliptic. Acolo sunt capturați și interogați de un grup de oameni telepați, care sunt descendenții supraviețuitorilor cataclismului nuclear și au suferit mutații în urma expunerii la radiații. Deși pretind că sunt o societate pașnică, în ciuda faptului că pot controla mințile inamicilor și pot crea iluzii vizuale și auditive, mutanții intenționează să folosească o rachetă nucleară pentru a opri înaintarea maimuțelor către orașul lor.
Brent este aruncat într-o celulă, unde se afla deja Taylor, iar unul dintre mutanți își folosește puterile telepatice pentru a-i face să se ucidă unul pe altul. Apariția Novei îl face pe mutant să-și piardă concentrarea și apoi să fie ucis de Taylor și de Brent. Cei trei încearcă să ajungă în catedrală pentru a dezamorsa bomba capabilă să distrugă viața de pe întreaga planetă. Nu mai au timp, deoarece maimuțele pătrund în orașul subteran și-i ucid pe majoritatea mutanților și pe Nova. Lupta finală se dă în catedrală, unde Taylor, rănit mortal, declanșează mecanismul de lansare a bombei.

## Actori
- James Franciscus - astronautul Brent
- David Watson - dr. Cornelius, cimpanzeu savant
- Roddy McDowall - Cornelius (nemenționat, imagine de arhivă din primul film, Planet of the Apes)
- Kim Hunter - dr. Zira, soția lui Cornelius
- Maurice Evans - dr. Zaius, ministrul științei din Orașul Maimuțelor
- Linda Harrison - Nova, femeia mută
- Paul Richards - mutantul Mendez, șeful coloniei oamenilor supraviețuitori
- Natalie Trundy - mutanta Albina
- Jeff Corey - mutantul Caspay
- Gregory Sierra - mutantul Verger, preotul coloniei oamenilor supraviețuitori
- Victor Buono - mutantul Adiposo[3]
- Don Pedro Colley - mutantul Ongaro (Negro)[3]
- James Gregory - generalul gorilă Ursus, comandantul armatei maimuțelor
- Charlton Heston - astronautul Taylor, prăbușit pe planetă în filmul anterior
- Tod Andrews - comandantul navei trimise în căutarea lui Taylor
- Thomas Gomez - preotul din Orașul Maimuțelor
- Paul Frees (nemenționat) — naratorul